# Ingreso Ciudadano de la Niñez
El Ingreso ciudadano para la niñez fue un proyecto de ley argentino,  postulado  entre 1997 y 2010 por las entonces legisladoras de la Unión Cívica Radical Elisa Carrió y Elisa Carca,  que proponía una renta básica universal o asignación monetaria mensual para todos los menores de 18 años que tuvieran nacionalidad argentina. Era un ingreso modesto pero suficiente para cubrir las necesidades básicas de la vida, garantizado a cada miembro de la sociedad como un derecho y no sujeto a otra condición que la ciudadanía o residencia.   El objetivo era garantizar a todos los niños la alimentación básica y asegurarles que se mantuvieran dentro del sistema educativo, para prevenir que las personas caigan en situaciones de pobreza extrema. El INCINI significaba la extensión del beneficio pagado por el programa de asignaciones familiares instrumentadas a través del ANSES, a la totalidad de los niños del país, con independencia del estatus laboral y del ingreso de los padres. También sería ser recibido por las mujeres embarazadas, como beneficio prenatal desde el momento de acreditación del embarazo hasta el nacimiento del hijo.  Incluía la obligación de asistencia a la educación formal y la demostración de controles médicos y vacunación al día.  Esta idea de un ingreso para todos los niños que fueran ciudadanos argentinos consistía en garantizar el derecho de todas las niñas, niños y adolescentes a recibir de forma universal e incondicional un ingreso en forma permanente, una especie de salario debía ser independiente del trabajo realizado y de los ingresos que tuvieran sus padres. Aseguraban que esta medida podría acabar con la pobreza y  generar una mayor libertad a la hora de buscar trabajo, porque le permitiría al ciudadano buscar un empleo que sea más acorde con su formación sin verse obligado a aceptar condiciones de trabajo miserables. El proyecto no prosperó porque no obtuvo mayoría en ninguna de sus presentaciones. Fue presentado en el Congreso en 1997, en 2001, en 2004, en 2005, en 2006, en 2008  y en 2010 por última vez.

## Historia
En 1997, las entonces diputadas Elisa Carrió y Elisa Carca, de la Unión Cívica Radical, presentaron el proyecto de ley del Fondo del Ingreso Ciudadano de la Niñez (FINCINI) ante el Congreso de la Nación. El mismo consistía en la creación de un fondo para la creación e implementación del Ingreso Ciudadano para la Niñez, la Atención Prenatal y de las Personas con Discapacidad (INCINI), al Beneficio por Maternidad y a los Beneficios por Nacimiento y Adopción. El INCINI significaba la extensión del beneficio pagado por el programa de asignaciones familiares instrumentadas a través del ANSES, a la totalidad de los niños del país, con independencia del estatus laboral y del ingreso de los padres. También podría ser recibido por las mujeres embarazadas, como beneficio prenatal desde el momento de acreditación del embarazo y hasta el nacimiento del hijo. Se trataba de un proyecto de ley argentino inspirado en el concepto de renta básica universal, un ingreso modesto pero suficiente para cubrir las necesidades básicas de la vida, garantizado a cada miembro de la sociedad como un derecho y no sujeto a otra condición que la ciudadanía o residencia. que proponía una "asignación monetaria" mensual para todos los menores de 18 años que tuvieran nacionalidad argentina. El objetivo era garantizar a todos los niños la alimentación básica y asegurarles el mantenimiento en el sistema educativo. Se basaba en la convicción de que «el derecho al ingreso es un derecho humano imprescindible para que las personas tengan capacidad autónoma para sobrevivir en la sociedad».
Proponía una especie de salario debía ser independiente del trabajo realizado e independientemente de los ingresos que tuvieran sus padres. La idea apareció porque la mayoría de los pobres eran niños y la mayoría de los niños eran pobres en Argentina en ese momento. Los recursos provendrían de la tasa contributiva que gravaba a los salarios, el impuesto a las ganancias, la cofinanciación de las provincias argentinas que  consistiría en la aplicación parcial de transferencias fiscales que el gobierno nacional les destinaba para atender situaciones de emergencia social. En la justificación del proyecto de ley se mencionaba «la necesidad de otorgarle a los argentinos una red de seguridad en los ingresos, especialmente a los niños». Se presentó como destinado a niños menores de dieciocho años sin distinción de clases sociales. Esto último introducía la novedad, que era que no iba dirigido sólo a los niños pobres. El otorgamiento de esta renta mínima no dependía de la evaluación de un funcionario o de un puntero político, sino que la otorgaba el estado directamente, lo cual implicaba pasar del concepto de «dádiva personalista» o el clientelismo al de «ampliación de derechos».
En 2001, Elisa Carrió, que ya había creado el ARI, decidió presentar nuevamente el proyecto de ley de Ingreso Ciudadano para la Niñez, pero éste ni siquiera llegó a tratarse en el Congreso. Incluso los políticos del ARI llevaron el proyecto a varios obispados buscando el apoyo necesario para promoverlo, sin éxito.  En 2003, durante su campaña presidencial con el ARI, Elisa Carrió prometió que su primera medida, si ganaba las elecciones y llegaba a ser presidenta, iba a ser crear el  «Ingreso Ciudadano para la Niñez, 100 pesos por chico, que va a traer paz». Tanto la UCR, como el ARI, como Recrear, apoyaban la idea de imponer un sistema de ingreso universal concebido como un derecho, no como una dádiva pero las diferencias aparecían cuando se discutía si el beneficio debía alcanzar a todos, sin importar su condición económica, o sólo a los sectores más empobrecidos. El 22 de octubre de 2004 el ARI propuso «una consulta popular para que la gente apruebe el Ingreso Ciudadano para la Niñez». Marta Maffei, autora del proyecto y Eduardo Macaluse, entonces presidente del bloque ARI acompañaron la iniciativa.  Se trataba de una asignación mensual para ser administrada por las madres para garantizar prestaciones de salud y alimentos para sus hijos. Pero la ministra de Desarrollo Social, Alicia Kirchner, se opuso, porque no quería que se desmantelaran los planes asistenciales Jefes y Jefas de Hogar, cuestionados por el manejo discrecional, cuyos fondos manejaba el Ministerio a su cargo.
En 2004 el ARI presentó, sin éxito, en la Cámara de Diputados el Proyecto de Ley del FINCINI, Fondo para el Ingreso Ciudadano de la Niñez. En 2006, Elisa Carrió volvió a presentar, junto al diputado Adrián Pérez, su propuesta de Ingreso Ciudadano de la Niñez al Congreso, con el objetivo de impulsar políticas sociales universales en vez de continuar creando planes focalizados, otra vez sin resultados. El proyecto de Ingreso Ciudadano a la Niñez ya incluía la obligación de asistencia a la educación formal y la demostración de controles médicos y vacunación al día. El 21 de mayo de 2008, se presentó nuevamente, sin éxito, el proyecto de ley que contemplaba la creación del Fondo para el Ingreso Ciudadano de la Niñez (INCINI). En 2010, se volvió a presentar el proyecto del  Ingreso Ciudadano para la Niñez (INCINI). El proyecto no prosperó porque todas las veces la mayor parte del Partido Justicialista se opuso.  En 2009 se promulgó el decreto 1602/09 del Poder Ejecutivo de la Nación que decretó la Asignación Universal por Hijo.  A diferencia de la Asignación Universal por Hijo, se sostenía que debían cobrar la totalidad de los niños y niñas argentinos hasta los 18 años, fueran ricos o pobres. La diferencia con el Ingreso Ciudadano para la Niñez fue que se limitaba a grupos familiares cuyos jefes o jefas estuvieran desempleados y no cuenten con cobertura social, y no era para todos, es decir que no parecía a universal. y, al no tener fuerza de ley, su financiamiento no fue especificado de forma permanente. Elisa Carrió y su partido cuestionaron que la medida se hubiera tomado con base en un decreto presidencial y no con base en una ley permanente del Congreso.